# جسر الحسن الثاني
جسر الحسن الثاني هو أحد الجسور التي تقع فوق مصب أبي رقراق على بعد 2 كم من المحيط الأطلسي، يربط بين مدينتي الرباط، عاصمة المغرب، وسلا؛ بدأ التخطيط بالمشروع في عام 2009 لاستبدال قنطرة مولاي الحسن، التي بُنيت في منتصف الخمسينيات من القرن الماضي، صممه المهندس المعماري الفرنسي مارك ممرام وبُني تحت إشراف المهندسة المغربية نادية القاسمي، بتكلفة إجمالية 1,2 مليار درهم. وفي 18 مايو 2011، افتتحه الملك محمد السادس، هو أحد الإنجازات الرئيسية التي بدأها الملك.

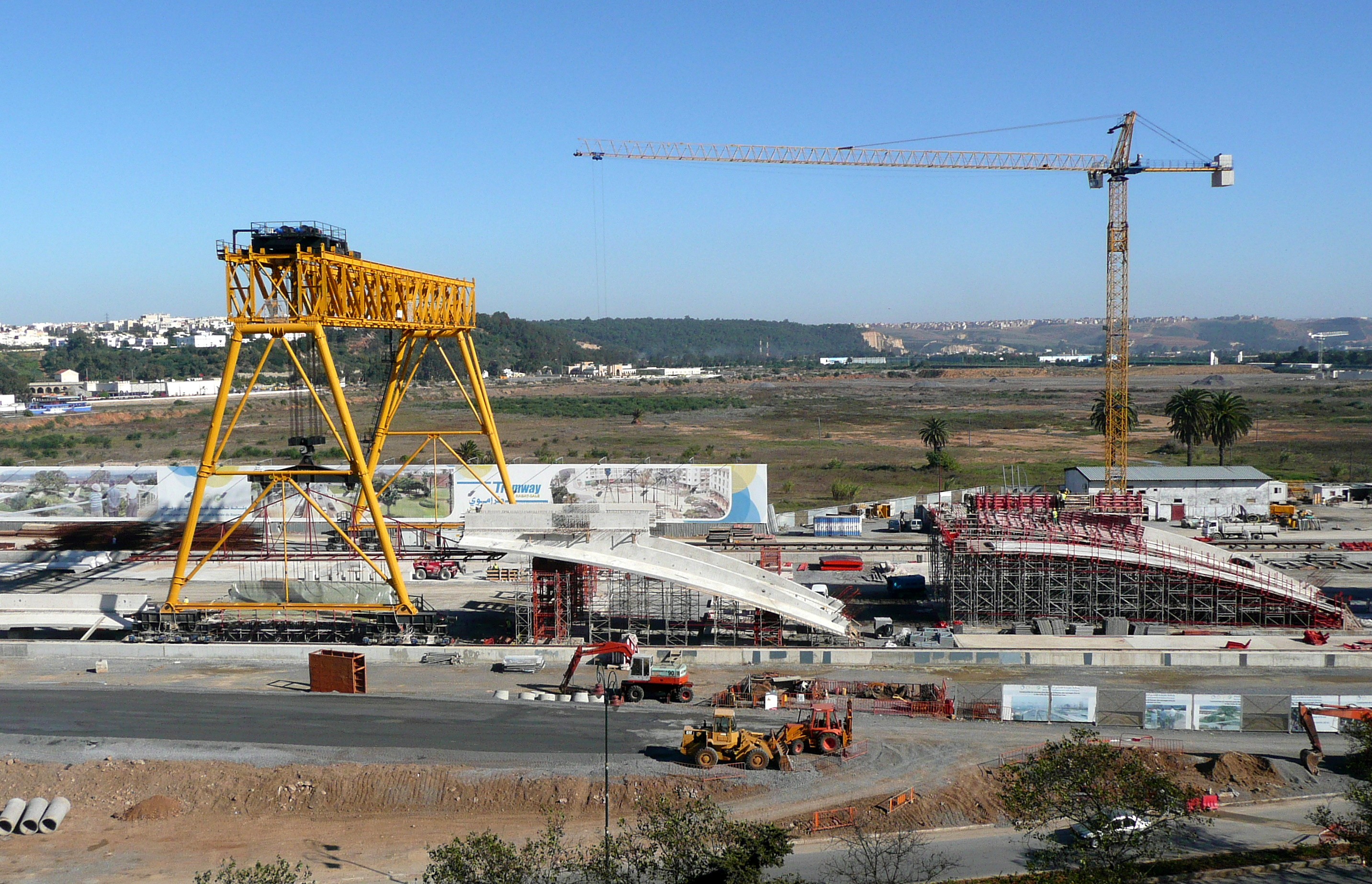
إنشاء جسر الحسن الثاني نوفمبر 2009

بني الجسر بطول 1,215 كم، وعرض 46 م، وارتفاع 12,8 م، حيث يتكون من ثلاثة طوابق، وممرات للمشاة وممرات للدراجات؛ وثلاثة ممرات في كل اتجاه بالنسبة للمركبات.

## روابط خارجية
- [vidéo] "Film institutionnel sur le pont Hassan-II en chantier". Agence pour l'aménagement de la vallée du Bouregreg. مؤرشف من الأصل في 2016-03-16.
- "Fiche sur le pont Hassan-II". fr.structurae.de. Ernst & Sohn. struturae. مؤرشف من الأصل في 2018-10-02.